# Нарис історії України
«Нарис історії України» — двотомник українського історика XX століття Дмитра Івановича Дорошенка. Дає огляд історії України як процесу розвитку української державності. У книзі вміщено історичні відомості практично про всіх гетьманів України. Чимало сторінок твору висвітлюють факти і події, які відсутні у роботах М. Грушевського, М. Аркаса, М. Костомарова та інших українських істориків.

## Видання
Том I (до половини XVII століття). Перше видання вийшло в УНІ у Варшаві 1932 року.
Том II (від половини XVII століття). Перше видання вийшло в УНІ у Варшаві 1933 року.
Зредагував перше видання двотомника професор Роман Смаль-Стоцький.
Друге видання двотомника (передрук з першого видання) здійснений у видавництві «Дніпрова хвиля» — Мюнхен, 1966. Передмову написав Олександр Оглоблин.
В Україні у видавництві «Глобус», Київ, 1991 вийшло репринтне видання з видання 1966 року. ISBN 5-7707-1419-0 (т. 1), ISBN 5-7707-1420-4 (т. 2), ISBN 5-7707-1694-0.

## Вступне слово Олександра Оглоблина
Олександр Оглоблин написав вступне слово до видання «Нарису…» 1966 року, в якому зокрема зазначив
…Для нього історія України не кінчалася на Гетьманщині 18 століття, і в українській історії 19-20 століття він бачив не лише потік національно-культурного розвитку, а широку й повноводну течію економічного, політичного й культурного життя великої країни та її великого народу. Стара схема української історії наповнювалася новим і багатим змістом, і під пером великого історика з'явився нарис історії України від найдавніших часів до національно-визвольної революції 1917 року, втілений у бездоганну наукову форму. Українська історіографія має повне право вважати цей твір Дмитра Дорошенка за одне з великих своїх досягнень, значення якого далеко виходить за межі його доби.